# カール・シャッパー
カール・シャッパー（Karl Schapper, 1812年12月30日 - 1870年4月28日）は、秘密結社「正義者同盟」（別訳語：「義人同盟」）の創設者で、同同盟を「共産主義者同盟」へと移行させることを推進した人物。カール・マルクス、フリードリヒ・エンゲルスらを取り込み、対立するヴィルヘルム・ヴァイトリング派に抵抗した中心的存在である。また第一インターナショナルの総評議会委員もつとめた。
1812年、ヴァインバッハの地方の牧師の子として生まれる。1831年、ギーセン大学の農林学科で学ぶ。この頃、学生組合に入り、1833年にはフランクフルト蜂起に参加。スイスに移ってジュゼッペ・マッツィーニのイタリア・サヴォア州遠征において亡命ポーランド人部隊とともに行動をしている。ドイツ人手工業者たちとも関係を結び、手工業職人協会創設に尽力した。
その後、1834年創設の秘密結社「追放者同盟」の一部を吸収して新たな秘密結社である正義者同盟（義人同盟）を設立。1839年、ロンドンに移ると、1840年2月に「ドイツ人労働者教育協会」を設立。この組織が各国の亡命活動家たちやチャーティスト運動の事実上の結集軸として機能することになる。こうしてシャッパーは左翼活動家の国際的連帯を目指して運動を展開していく。
この過程でシャッパーは、従来のルイ・オーギュスト・ブランキおよびヴァイトリングたちの考える直接蜂起行動の見直しを行い、独自の段階革命論の構想を持つに至る。
ヴァイトリング派との対立を深める中で、シャッパーは当時、孤立していたマルクスとエンゲルスとの連携を決断。1847年6月に共産主義者同盟第1回大会を行う。この際の綱領草案『共産主義の信条』はシャッパーのイニシアティヴにより書かれたものである。11月に第2回大会が行われ、この中で綱領の執筆をマルクスに委任することが決議される。こうしてシャッパーの校閲を経て1848年2月に出版された文書が『共産党宣言』（共産主義者宣言）である。
1848年革命挫折後は、革命の今後のあり方を巡り「ヴィリヒ＝シャッパー派」としてマルクス派と対立。後に和解する。1870年死去。